# Старосел
Старосел е село в Южна България, област Пловдив, община Хисаря.
То е селото с най-голямо землище в Пловдивска област и на трето място сред всички села в България. 

След откритите от д-р Георги Китов край него антични тракийски гробници и храмове придобива световна известност.

## География
Село Старосел се намира в централната част на община Хисар, под южните склонове на Същинска Средна гора. Средната надморска височина на района е 300 м. Релефът на района е формиран от меките склонове на Средна гора, на юг постепенно преминаващи в Горнотракийската низина. Най-високите върхове на планината около Старосел са Алексица (1530 м) и Фенера (1450 м).
Най-съществената особеност на климата е преходният му характер, като в някои години превес има субтропичното влияние на Средиземноморието, а в други – средноевропейският континентален климат. Зимата там е топла и мека поради влиянието на топлите въздушни маси, които нахлуват от юг и се задържат от старопланинския масив и ридовете на Средна гора. Снежната покривка се задържа средно 27 дни в годината и е със средна дебелина 5 см. Пролетта е ранна и сравнително топла. Лятото се характеризира с високи температури през месеците юли и август, ниска влажност и слаби ветрове. Есента е слънчева и топла. Средната годишна температура на въздуха е 11,5 °C.
През село Старосел минава река Пясъчник, която се влива в едноименния язовир, най-големият в района.

## История

### Античност и Средновековие
Археологическите находки в района на село Старосел свидетелстват за древни поселения отпреди 7 – 8 хилядолетия. През 5-и век пр.н.е. там е било разположено древно тракийско селище с могъщи племенни вождове и богата местна аристокрация. Селището е съществувало и по времето на Втората българска държава. Жителите на днешното село (османското Ени кьой – Ново село) са потомци на жителите на троянското село Старо село, които се заселват по тези места през 15-и век.

### Възраждане
През 1798 г. е построено килийното училище и малка църква, вкопана в земята. През 1819 г. властите в Цариград дават разрешение за построяване на нова голяма църква, която просъществува до Априлското въстание. В Старо Ново село непосредствено преди въстанието живеели около 2000 българи и няколко десетки цигани, които били предимно ковачи и железари. Селото наброявало 300 къщи и било важен стопански център в района. На река Пясъчник били разположени 17 мелници и 5 тепавици, а също и 13 гюлпани (розоварни) и много работилнички за коларски пособия и материали. Там бил и пазарът за едър рогат добитък. Васил Левски е посещавал селото през 1869 и 1871 година, като е основал революционен комитет.
Старосел е от малкото селища с двама представители на Оборищенското събрание (14 – 16 април 1876), свикано по решение на Гюргевския революционен комитет, за да се уточнят въпросите по подготовката на Априлското въстание. Староселските представители са Михо Митков Кабаджов и Ненчо Искров – Налбантина.
Селото взема масово участие в Априлското въстание. Обезглавени от въстаналите староселци са 53 турци от с. Айрене. В Старосел, в резултат на създадените от Левски комитети, се събират въстаниците от селата Царацово с Иван Арабаджията, Синджирлий, Герене, Старо Железаре, Красново и Паничери.
С волски каруци, с децата си и взетата за преживяване покъщнина, керванът староселци се изнася към Дутова поляна и оттам, като от временен бивак и сборен пункт, се събират всички и тръгват към Копривщица.
Старосел дава много жертви – опожарени са всички къщи, църквата и училището. Разграбено е цялото имущество и хранителните запаси. Част от населението на Ени кьой е избито, друга част се преселва в Северна България. По-голямата част се връща на старото си поселище, но от суеверие не издига наново опожареното и опустошено село, а построяват ново на 2 – 3 км надолу по реката. Наричат новото си село Ески ени кьой (Старо Ново село – на старото място ново село), което название остава до 30-те години на 20-и век, когато е преименувано на Старосел.
На 25 май 1876 г. на моста на река Марица в Пловдив са обесени 12 мъже от Старо Ново село (Старосел) – участници в Априлското въстание. Техните имена са:
Михо Митков Кабаджов,
Поп Атанас Ненков,
Найден Иванов Сланинков,
Поп Марко,
Тодор Стоянов Начев,
Танчо Георгиев Пройчев,
Иван Гюмюшев,
Илин Сарафов,
Куман Дойчев Пъргов,
Коста Кощилаков – Нягин,
Никола Тарашев,
Пенчо Копарански.
Със смъртни присъди са още 88 мъже. Поради намесата на Международната комисия техните присъди са заменени със затвор в Анадола.
Двама от въстаниците – Андрея Танчев Пройчев и Иван Добрев Овнаров – успяват да преминат река Дунав и оттам се озовават в Русия. След обявяването на Руско-турската война тези смели мъже се включват в опълченските дружини. Участват в боевете на Шипка и при Стара Загора. За проявената от тях храброст са наградени с Георгиевски кръст – високо руско войнско отличие. Андрея Пройчев е живял дълго след Освобождението. За изключителната му храброст по време на Руско-турската война получава още и позлатена чаша – специален подарък от император Александър Втори.

### След Освобождението
Патриотичният дух на селото си проличава и през последвалите войни за национално обединение. 
При избухването на Балканската война стотици староновоселци се включват като доброволци. Седемдесет от тях остават завинаги на бойното поле. 
По време на Първата световна война (1915 –1918) загиват около шестдесет души староновоселци, участвали в епичните сражения при Дойран, при завоя на р. Черна, при Добро поле и на кота 1050. В героичната битката при Каймакчалан по време на  войната загиват трима от 43-ти пехотен полк, Втора пехотна тракийска дивизия:
Старши подофицер Митко Михайлов Вълков (26 г.) от 1-ва рота – убит на 26 септември 1916 г., погребан в общ гроб в гробището на върха.
Ефрейтор Гатю Петров Начев (31 г.) от 1-ва рота – убит на 28 септември 1916 г., погребан в отделен гроб в гробището на върха.
Редник Дранго Митрев Костадинов (35 г.) от 5-а рота – убит на 26 септември 1916 г., погребан в общ гроб в гробището на върха.
В годините на Втората световна война от Старосел излизат 21 партизани. Два пъти (през май и юли 1944 г.) селото е овладяно от участниците в съпротивата. В бой на 9 юли 1944 г. падат убити шестима партизани, а други двама са тежко ранени и впоследствие умират от раните си.
- Част от свода на тракийския хероон
- Антифашистки паметник в селото
- Църква „Света Неделя“
- Читалище „Гео Милев“
- Кметството и църквата

## Културни и природни забележителности

### Културни забележителности
Тракийският култов комплекс в „Четиньовата могила“, открит и разкопан от Георги Китов през 2000 г., е най-големият открит тракийски царски комплекс с мавзолей. Гробницата-хероон има внушителна ограда (крепида) от каменни блокове, парадно стълбище с коридор и култова площадка. Входът е очертан от плочи с пластична и цветна украса. Вътрешното помещение е огромна (диам. 4,80 м) кръгла куполна камера с полуколони и цветни орнаменти. От северната страна на храма се намира вкопана скална вана за производство и съхранение на вино. Тя е с елипсовидна основа и плътна замазка. При разкопките вътре са намерени съдове за пиене на вино и цедилки.
На 30 м южно от куполната сграда, е открит кенотаф – празен гроб, а около него в три отделни ями – разчленено на три човешко тяло и богати дарове – златен пръстен, съдове, конска амуниция, въоръжение.
Могила „Хоризонт“ е единствената гробница-хероон в Тракия с колонада. Докато на други места има по 1 – 2 колони, там броят им достига 10. Колоните са с капител в ранен дорийски стил. И в този хероон е бил погребан представител на тракийската аристокрация. Въпреки че гробницата е ограбена още в древността, намерените сребърни и златни предмети говорят красноречиво за ранга на погребания.
Комплексът е сред Стоте национални туристически обекта на Българския туристически съюз.
Други могили – в района около Старосел и съседните села има още 9 могили с уникални архитектурни елементи и цветна украса. Могилите са проучени и консервирани, но не са отворени за посещения.
„Кози грамади“ е тракийски архитектурен комплекс от V-IV век преди Христа, разположен на площ от ок. 8 дка. Обектът се намира в Средна гора, на 20 км северно от могилите в Старосел. Комплексът включва уникална царска резиденция с няколко монументални сгради, опасана с крепостна стена в квадров градеж. Централната постройка е внушителна резиденция на владетел. Намерени са много монети от тракийските царе Терес II и Аматок, както и двойни брадви лабрис, символ на царската власт у траките. Проучванията се ръководят от Иван Христов от НИМ.

### Природни забележителности
- Защитената местност „Барикадите“ се намира в областта на село Старосел, община Хисар. Защитената местност е с площ 119,7 ха и е обявена за такава с цел опазване на вековна букова гора
- Защитената местност „Чивира“ се намира в областта на с. Старосел, община Хисар. Площта на защитената територия е 106,5 ха. с вековна букова гора, широколистни гори.
- В скалните образувания „Кози грамади“ гнездят редки птици – скален орел, бухали, сови.
- Язовир „Раковица“ е чист планински язовир, зарибен.

## Редовни събития
Местният събор се провежда всяка година на Спасовден в местността „Манастира“. Това е и патронния празник на малкия манастир „Св. Спас“, който се намира до тракийския храм с колоните.
На 2 юни всяка година е традиционният събор на с. Старосел.
Ритуалът „Дионис“ се представя на тракийския култов храм и е свързан с предназначението на храма и намиращата се там древна „винарна“. Виното е било основна част в орфическите ритуали. Чрез огън и вино жреците са гадаели бъдещето. Под знака на виното са минавали и шумните тържества в чест на бог Дионис. Ритуалът се изпълнява по предварителна заявка в Информационен туристически център – Хисар.

## Други
Туристически маршрути:
- „Свещените ловни полета на тракийските царе“ – от Старосел през почивна станция „Бяло камене“, хижите „Чивира“, „Фенера“ до Хисар;
- „Старият римски път“ – от Старосел през почивна станция „Бяло камене“, хижите „Чивира“, „Барикадите“, „Бунтовна“ и село Кръстевич.

## Личности
Родени
- Андрея Пройчев (1848 – 1912) – български опълченец от IV дружина, IV рота.

Участва в боевете на Шипка и при Стара Загора. За изключителната му храброст по време на Руско-турската война е награден с Георгиевски кръст – високо руско войнско отличие и позлатена чаша – лично от император Александър Втори.
- Стоянка Груйчева – състезателка по академично гребане
- Рангел Геровски – български състезател по борба класически стил
- Иван Богданов Деливерски – национален състезател по свободна борба. Европейски шампион. Многократен шампион на България.
- Илиян Казийски – бронзов медалист от Световното първенство по волейбол 1986 г. Баща на Матей Казийски.
- Вълко Иванов Сакутов – борец свободен стил 56 кг, републикански шампион за младежи и мъже, носител на много международни награди. Носител на сребро и бронз от турнира „Дан Колов“
- Йото Данчов Узунов – борец, треньор на АФД „Тракия“, А група, дългогодишен учител в спортното училище „Васил Левски“, Пловдив, създал плеяда републикански европейски и световни шампиони.

Починали
- Георги Китов (1943 – 2008), български археолог